# Campeonato Panamericano de Futebol
O Campeonato Panamericano de Futebol era um torneio de futebol oficial realizado pela Confederação Panamericana de Futebol, formada pela Conmebol, NAFC e CCCF, a cada quatro anos, de 1952 a 1960. Uma vez que a principal competição das Américas, a Copa América, era restrita às seleções sul-americanas, o Campeonato Panamericano foi uma tentativa de criar um campeonato das Américas como um todo.

## Campeões
| Ano           | País-sede  | Campeão   | Vice-campeão | 3º lugar   | 4º lugar   |
| ------------- | ---------- | --------- | ------------ | ---------- | ---------- |
| 1952 Detalhes | Chile      | Brasil    | Chile        | Uruguai    | Peru       |
| 1956 Detalhes | México     | Brasil    | Argentina    | Costa Rica | Peru       |
| 1960 Detalhes | Costa Rica | Argentina | Brasil       | México     | Costa Rica |

## Performance por país
| Seleção    | Campeão        | Vice     | 3º lugar | 4º lugar       |
| ---------- | -------------- | -------- | -------- | -------------- |
| Brasil     | 2 (1952, 1956) | 1 (1960) | —        | —              |
| Argentina  | 1 (1960)       | 1 (1956) | —        | —              |
| Chile      | —              | 1 (1952) | —        | —              |
| Costa Rica | —              | —        | 1 (1956) | 1 (1960)       |
| Uruguai    | —              | —        | 1 (1952) | —              |
| México     | —              | —        | 1 (1960) | —              |
| Peru       | —              | —        | —        | 2 (1952, 1956) |